# جيمس كونر
جيمس كونر (بالإنجليزية: James Conner)‏ هو محامي وسياسي أمريكي، ولد في 1 سبتمبر 1829 في الولايات المتحدة، وتوفي بنفس المكان في 26 يونيو 1883.